# Région statistique et de planification

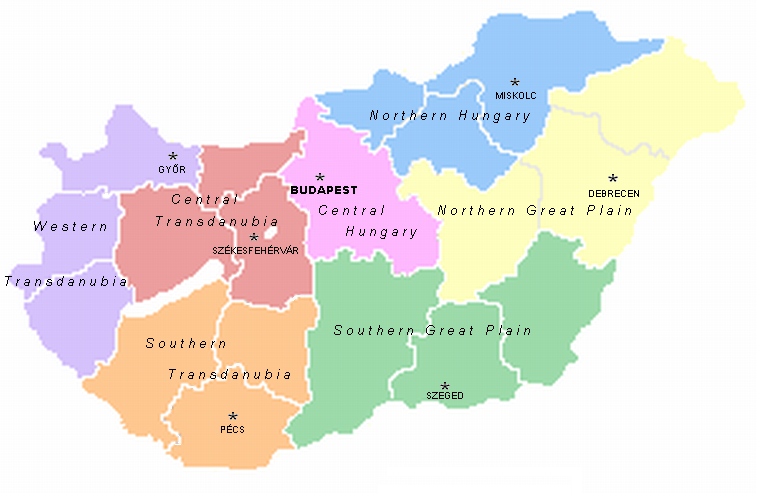
Régions de Hongrie

La région statistique et de planification (tervezési-statisztikai régió) correspond au découpage statistique intermédiaire du territoire hongrois. Au nombre de sept, les régions statistiques englobent depuis 1999 les différents comitats de Hongrie. Si la région statistique ne correspond pas à une collectivité territoriale, elle est pourtant une échelle d'action et de coordination des pouvoirs publics, notamment en matière d'aménagement du territoire et de développement économique. La région statistique correspond au NUTS 2 de la nomenclature d'unités territoriales statistiques européenne. Elle est souvent évoquée comme échelon pertinent pour remplacer le système des comitats dans le cadre d'une vaste réforme de l'organisation administrative de la Hongrie. 

## Régions
| Nom                          | Chef-lieu      | Superficie (km²) | Population | Comitats                                                |
| ---------------------------- | -------------- | ---------------- | ---------- | ------------------------------------------------------- |
| Hongrie septentrionale       | Miskolc        | 13 428           | 1 289 000  | Borsod-Abaúj-Zemplén Heves Nógrád                       |
| Grande Plaine septentrionale | Debrecen       | 17 749           | 1 554 000  | Hajdú-Bihar Jász-Nagykun-Szolnok Szabolcs-Szatmár-Bereg |
| Grande Plaine méridionale    | Szeged         | 18 339           | 1 367 000  | Bács-Kiskun Békés Csongrád-Csanád                       |
| Hongrie centrale             | Budapest       | 6 919            | 2 825 000  | Pest Budapest                                           |
| Transdanubie centrale        | Székesfehérvár | 11 237           | 1 114 000  | Komárom-Esztergom Fejér Veszprém                        |
| Transdanubie occidentale     | Győr           | 11 209           | 1 004 000  | Győr-Moson-Sopron Vas Zala                              |
| Transdanubie méridionale     | Pécs           | 14 169           | 989 000    | Baranya Somogy Tolna                                    |

## Regroupement de régions
Les régions sont regroupées en trois entités statistiques de niveau NUTS 1
- Hongrie centrale
- Transdanubie (qui reprend la Transdanubie centrale, occidentale et méridionale)
- Grande Plaine et Nord (qui reprend la Grande Plaine septentrionale, méridionale et la Hongrie septentrionale)